# کناره

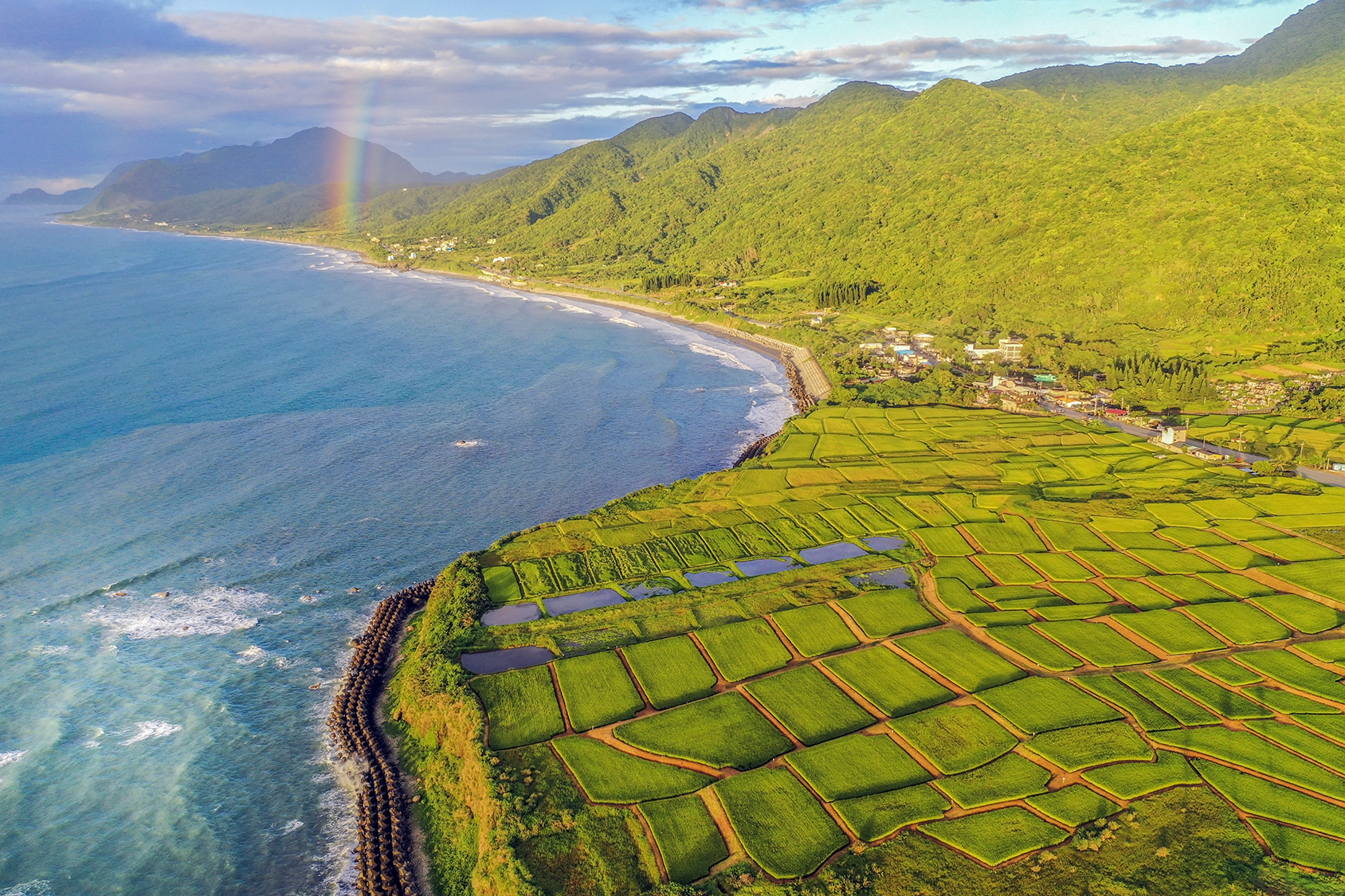
شالیزارها در کناره دریا در فنگ‌بین، هوآلین

کناره یا کناره دریا (به انگلیسی: Coast)، که به آن خط کناره (به انگلیسی: Coastline)، خط کرانه (shoreline)، یا دریالبه (seashore) نیز گفته می‌شود، اصطلاحی در اقیانوس‌شناسی است و به نواری از خشکی در کنار دریا یا اقیانوس گفته می‌شود که بین رسوبات سست ساحلی و زمین‌های تحت تأثیر دریا یا اقیانوس قرار دارد.
کناره‌ها در جایی که خشکی به دریا می‌پیوندد دیده می‌شوند. بر اثر تغییر سطح آب دریاها، جزر و مد، موج‌ها، فرایندهای زیستی و فعالیت‌های زمین‌ساختی، کناره‌ها به تدریج تغییر شکل می‌دهند. معمولاً محلی که آب و خشکی به هم می‌رسند را دریالبه یا ساحل می‌گویند، اما اصطلاح کناره معمولاً به منطقهٔ گسترده‌تری اشاره دارد. یک ساحل شنی می‌تواند تشکیل‌دهندهٔ دریالبه در یک محل باشد، اما کناره به منطقهٔ وسیع‌تری شامل مرداب‌ها، تلماسه‌ها و صخره‌های داخل ساحل اشاره دارد. مهم‌ترین عوامل تأثیرگذار بر محل جایگیری کناره‌ها، فعالیت‌های زمین‌ساختی جهانی و حجم آب اقیانوس‌ها هستند. شکل ظاهری کناره به فرایندهای گوناگونی بستگی دارد، بالا آمدن‌ها، پایین‌رفتن‌ها، فرسایش و بازتوزیع مواد بر اثر انتقال رسوب و نهشته‌گذاری از جملهٔ این فرایندها هستند.